# Universidad Técnica de Aquisgrán
}}
La Universidad Técnica de Aquisgrán (oficialmente RWTH Aachen) es una universidad de investigación de primera clase situada en Aquisgrán, Renania del Norte-Westfalia, Alemania con aproximadamente 40 000 estudiantes matriculados en 101 programas de estudio.
RWTH Aquisgrán ha logrado reconocimiento internacional en diversos campos de la ingeniería y la ciencia, especialmente ingeniería mecánica, ingeniería eléctrica, ingeniería industrial, Ingeniería Electrónica, informática, física y química. Dos periódicos importantes de Alemania, "Handelsblatt" y "Wirtschaftswoche", en la actualidad califican al RWTH Aquisgrán en el primer lugar en Alemania en los campos de la ingeniería mecánica, ingeniería eléctrica, ingeniería industrial y ciencias de la computación. En el último ranking publicado por la DAAD conjuntamente con el Centro para la Educación Superior para el Desarrollo y el semanario Die Zeit (El Tiempo), RWTH Aquisgrán también se encuentra en la parte superior, entre otras universidades alemanas en los campos antes mencionados de la ingeniería y ciencias de la computación. Varios científicos afiliados con RWTH Aquisgrán han ganado aclamaciones mundiales, incluyendo Premios Nobel en física y en química.
RWTH Aquisgrán es miembro de varias organizaciones prominentes de cooperación académica, como la Deutsche Forschungsgemeinschaft (DFG), la Top Industrial Managers for Europe network, la Unitech International network una alianza estratégica y empresarial de alto nivel en Europa y la Liga IDEA, una alianza estratégica de cinco de las principales universidades de tecnología de Europa. En 2007, en la línea de la iniciativa de excelencia, RWTH Aquisgrán fue elegida por la DFG, como una de las nueve German Universities of Excellence por su concepto futurista RWTH 2020: Meeting Global Challenges y además obtuvo financiamiento para una escuela de posgrado y tres grupos de excelencia.
La Universidad mantiene vínculos estrechos con la industria y representa la mayor cantidad de fondos de terceros de todas las universidades alemanas y segundos puestos en los fondos relativos al Miembro de la Facultad.

## Historia
El 25 de enero de 1858, el príncipe Federico Guillermo de Prusia, el posterior emperador de Alemania, presentó una donación de 5.000 táleros para la caridad, obtenido por la Aachener und Münchener Feuer-Versicherungs-Gesellschaft, la precursora de la compañía de seguros AachenMünchener. En marzo, el príncipe optó por utilizar la donación para fundar el primer Instituto de Tecnología prusiano en algún lugar de la provincia de Rin. La sede de la institución se mantuvo indecisa durante años, mientras que el príncipe inicialmente favoreció a Coblenza, las ciudades de Aquisgrán, Bonn, Colonia y Düsseldorf también se disputaban la localización, con Aquisgrán y Colonia siendo los principales competidores. Aquisgrán finalmente ganó con un financiamiento respaldado por la compañía de seguros y los bancos locales. El inicio de la nueva polytechnika tuvo lugar el 15 de mayo de 1865 y comenzó sus clases en medio de la guerra franco-prusiana el 10 de octubre de 1870 con 223 estudiantes y 32 profesores. Su objetivo principal era educar a ingenieros, especialmente para la industria minera en la zona de Ruhr; estaban las escuelas de Química, electrotecnia e ingeniería mecánica así como una "escuela general" introductoria que enseñaba matemáticas, ciencias naturales y un poco de ciencias sociales. 

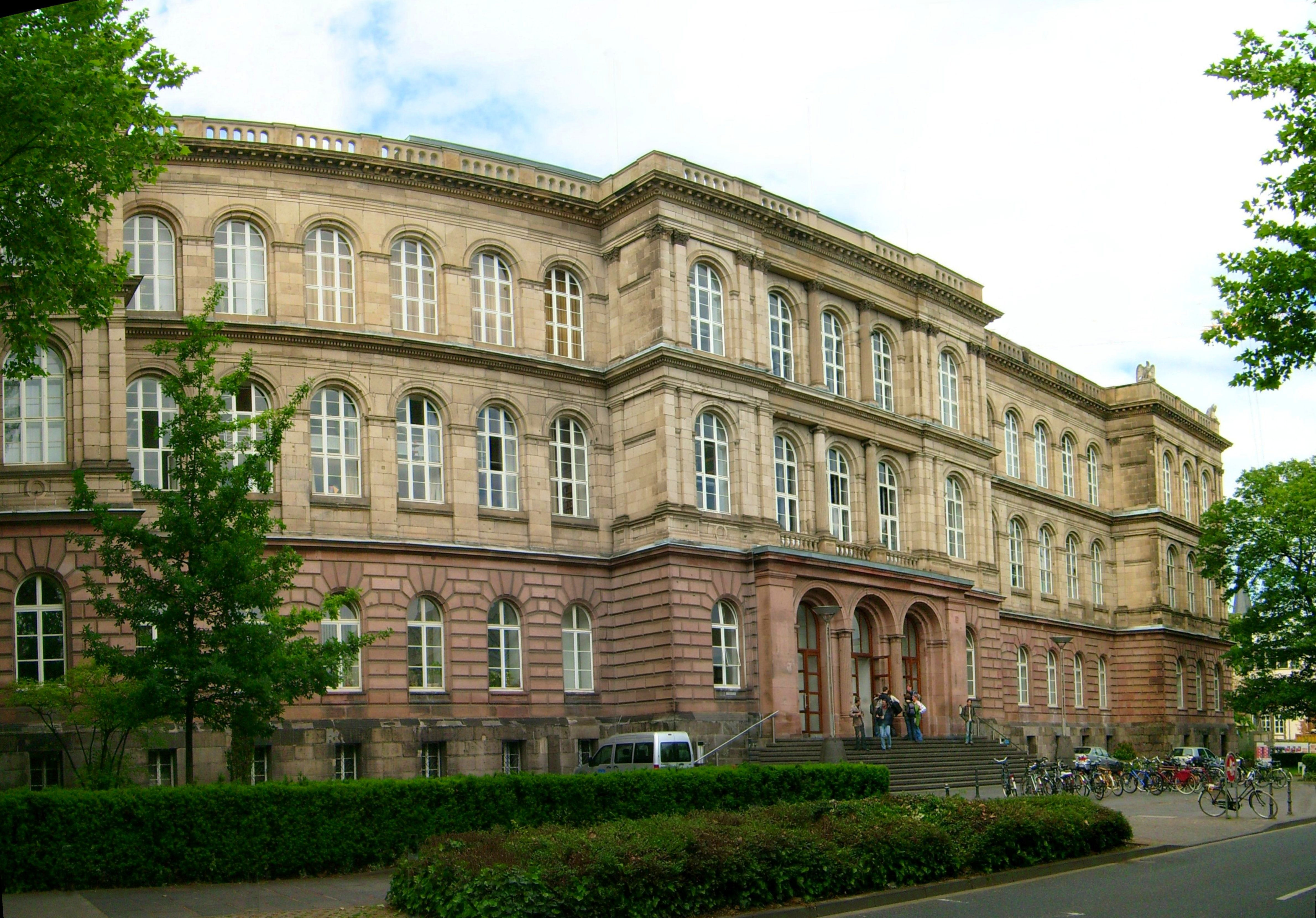
Edificio principal de Universidad Técnica de Aquisgrán.

Los primeros años se caracterizaron por la posición poco clara de la nueva polytechnika prusiana (que oficialmente no eran universidades). Su reputación en la sociedad era baja y el número de alumnos disminuyó. Esto comenzó a cambiar en 1880, cuando la RWTH de principios, entre otros, se reorganizó como Real Universidad Técnica, ganó un lugar en la Prussian House of Lords y finalmente le fue concedido el derecho de otorgar Doctorados (1898) y Diplomas (introducido en 1902). El mismo año, más de 800 estudiantes de sexo masculino se habían matriculado; las primeras mujeres fueron admitidas en 1909. La Primera Guerra Mundial, sin embargo, fue un serio revés para la universidad. Muchos estudiantes se alistaron como voluntarios y murieron en la guerra, además ciertas partes de la universidad fueron ocupadas o decomisadas.
Mientras la (ya no Real) TH Aachen floreció en el decenio de 1920 con la introducción de más facultades independientes, varios nuevos institutos y el comité general de estudiantes, las primeras señales de la radicalización nacionalista fueron también visibles dentro de la universidad. El Gleichschaltung del Tercer Reich en TH en 1933 se encontró con una resistencia relativamente baja por parte de los estudiantes y la facultad. A partir de septiembre de 1933,  judíos y (presuntos) profesores comunistas (y desde 1937 también estudiantes) fueron sistemáticamente perseguidos y excluidos de la universidad. Las cátedras vacantes fueron cada vez más exclusivas para miembros del partido NSDAP o sus simpatizantes. La libertad de investigación y enseñanza era muy limitada y los institutos de importancia para los planes del régimen se establecieron de forma sistemática, existiendo la promoción de puestos. Prontamente cerrado en 1939, el TH continuó los cursos en 1940, aunque con un bajo número de estudiantes. El 21 de octubre de 1944, cuando Aquisgrán capituló, más del 70% de todos los edificios de la universidad estaban destruidos o gravemente dañados.
Después de la Segunda Guerra Mundial, la Universidad se recuperó y se expandió rápidamente. En la década de 1950, muchos profesores que habían sido apartados de la docencia por su presunta afiliación en el partido nazi se les permitió regresar y se crearon una multitud de nuevos institutos universitarios. A finales de 1960, la TH tenía 10 000 estudiantes, colocándola en los primeros puestos entre todas las universidades técnicas alemanas. Con la fundación de una Facultad de Filosofía y otra de Medicina en 1965 y 1966, respectivamente, la Universidad se volvió un poco más "universal". Especialmente las facultades de reciente fundación fueron las que empezaron a atraer nuevos estudiantes, y elnúmero casi se duplicó en 2 ocasiones desde 1970 (10 000) y 1980 (más de 25 000) y entre 1980 y 1990 (más de 37 000). Hoy en día, el número promedio de alumnos es de alrededor de 40 000, con exactamente un tercio de todos los estudiantes del sexo femenino en el Año escolar de 2013/2014. En términos relativos, los cursos más populares son Ingeniería mecánica (23,6%), Medicina (9%), Ingeniería eléctrica (8,8%), Informática (7,1% ), Economía (5,1%) y Arquitectura (5%).

### Desarrollo reciente

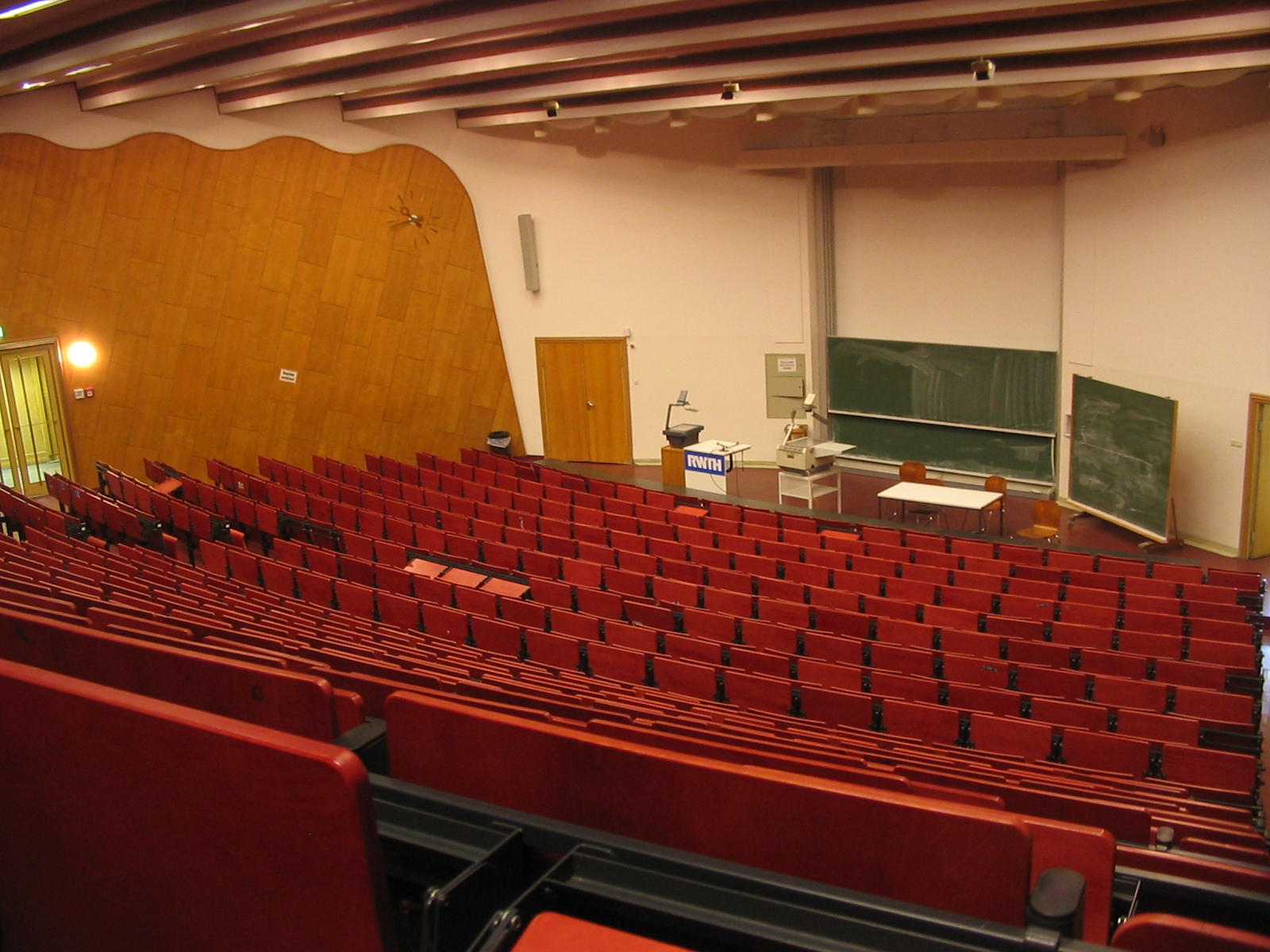
"Red lecture hall" en el campus central

En diciembre de 2006, RWTH Aquisgrán y el sultanato de Omán firmaron un contrato para establecer una Universidad Alemana de Tecnología privada en Mascat. Profesores de Aquisgrán ayudaron al desarrollo de los actualmente cinco programas de estudio y el personal científico se hizo cargo de algunos de los primeros cursos.
En 2007, RWTH Aquisgrán fue elegida como una de las nueve Universidades de Excelencia alemanas para su futuro concepto RWTH 2020: Meeting Global Challenges, ganando la connotación de ser una universidad de elite. Sin embargo,  a pesar de la lista de universidades galardonadas por sus conceptos futuros la mayoría consistía en ya grandes y respetadas instituciones, el Ministerio Federal de Educación e Investigación afirmó que la iniciativa tenía por objeto promover las universidades con un concepto futuro dedicado para que estas pudieran seguir investigando a nivel internacional. Después de haber ganado los fondos en las tres líneas de financiamiento, RWTH Aachen University obtuvo una financiamiento adicional total de € 180 millones entre 2007-2011. Las otras dos líneas de financiamiento fueron las escuelas de postgrado, donde el Aachen Institute for Advanced Study in Computational Engineering Science recibió financiamiento y los también llamados "Polos de excelencia", donde RWTH Aachen consiguió obtener financiamiento para los tres grupos Ultra High-Speed Mobile Information and Communication (UMIC), Integrative Production Technology for High-wage Countries y Tailor-Made Fuels from Biomass (TMFB).

## Campus
La RWTH no es un campus universitario. Sus edificios se distribuyen más bien en algunas partes de la ciudad. Hay dos áreas básicas (Midtown y distrito de Melaten), aunque no son muy distintas. El edificio principal y el salón Kármán están a 500 metros de distancia del centro de la ciudad con la catedral de Aquisgrán, el Audimax (la mayor sala de conferencia) y el refectorio principales están a 200 metros más lejos. Otros puntos de interés incluyen el jardín botánico de la universidad (Botanischer Garten Aachen).
La RWTH cuenta con instalaciones externas en Jülich y Essen y posee, junto con la Universidad de Stuttgart, una casa en Kleinwalsertal en los Alpes austríacos.

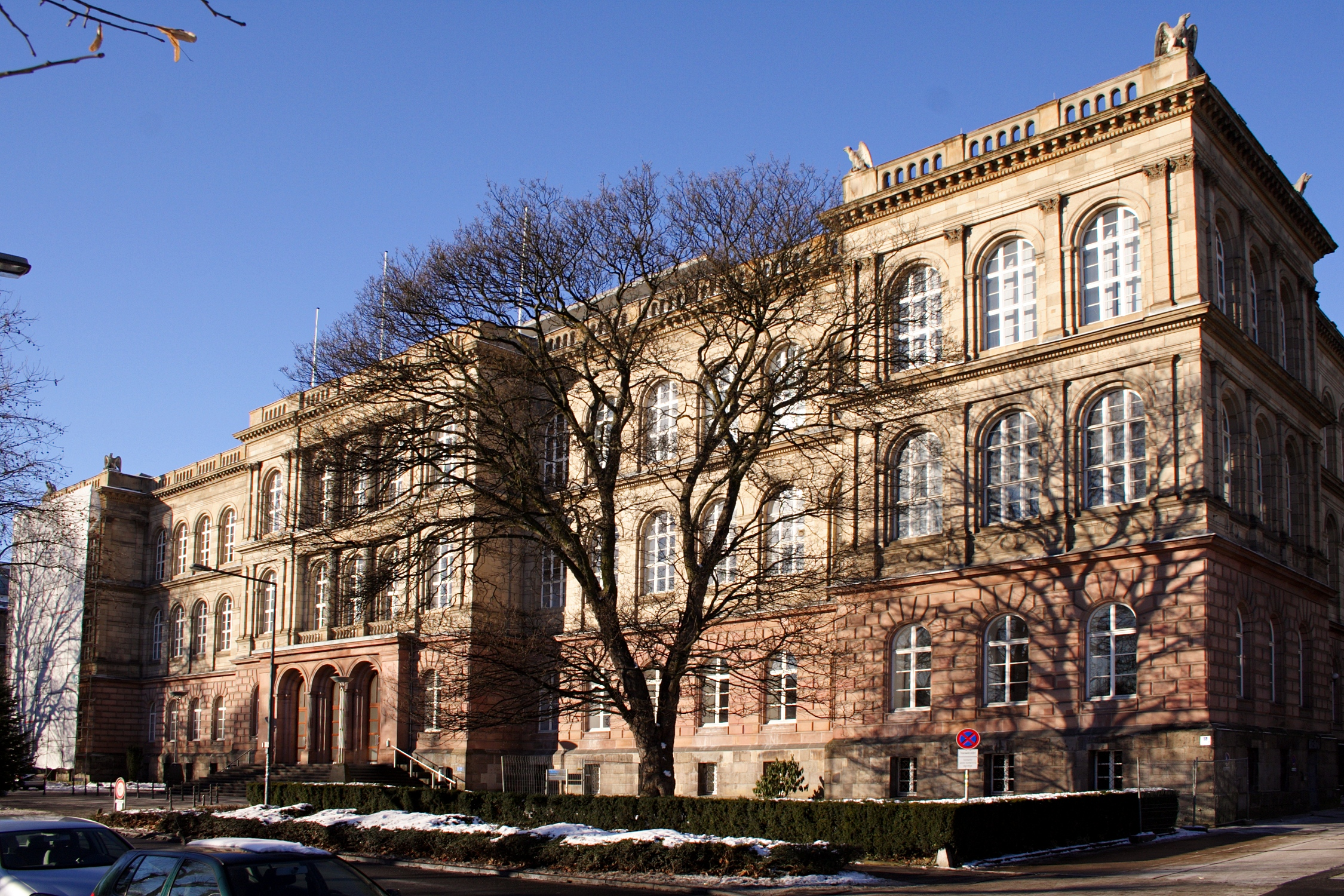
Edificio principal de la RWTH Aquisgrán

La universidad está actualmente en expansión en el centro de la ciudad y el distrito de Melaten. El SuperC, el nuevo edificio de servicios centrales de los estudiantes, fue inaugurado en 2008. El pionero del nuevo Campus-Melaten lo fue en 2009.

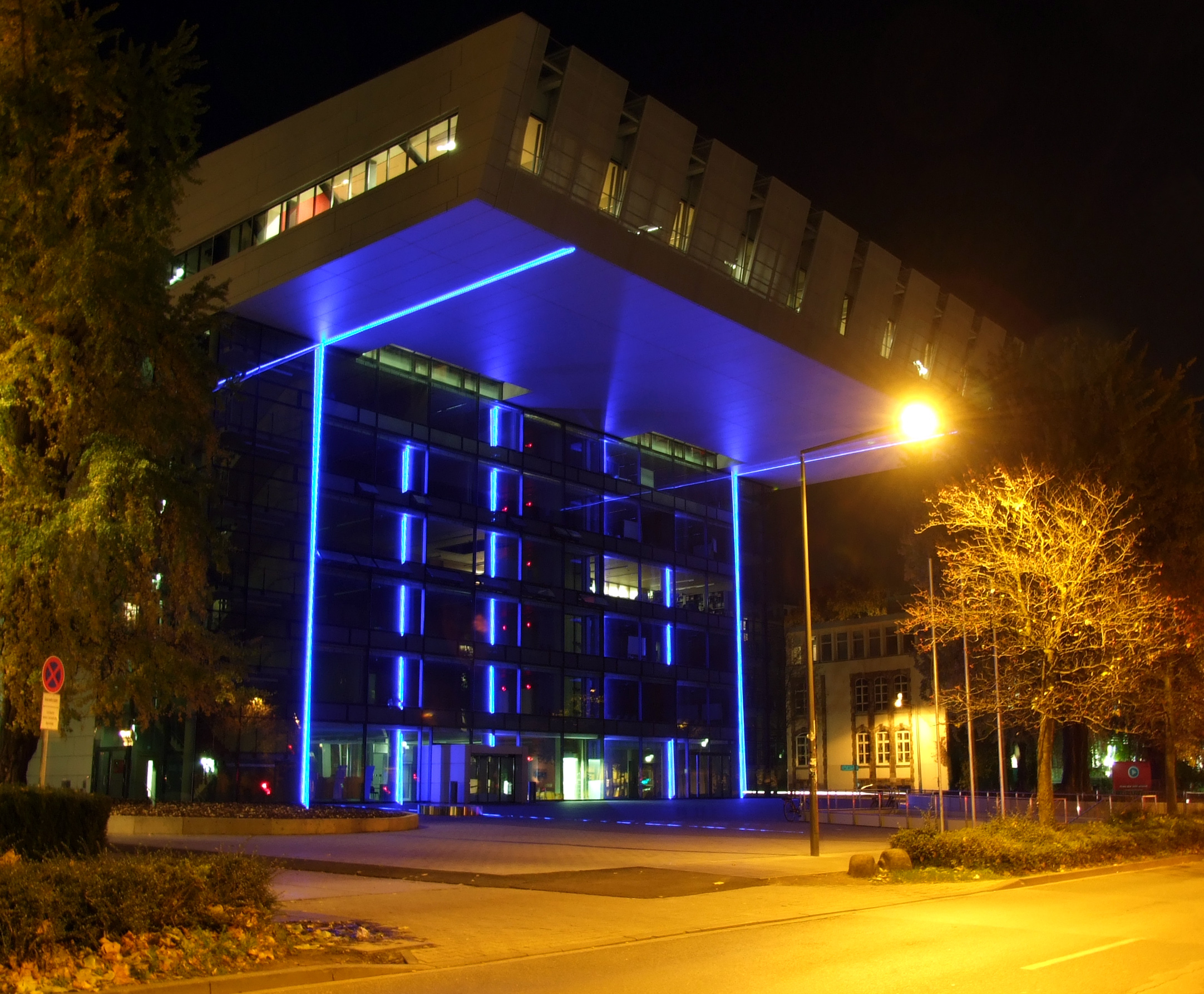
SuperC

## Internacionalidad
Tiene dobles titulaciones y la movilidad de los estudiantes para que sean promovidos con las universidades de la tecnología de otros a través de la red TIME (Top Industrial Managers for Europe). Además, la RWTH es miembro de la IDEA League, que es una asociación estratégica entre los cinco principales universidades de investigación de Europa, incluida TU Delft, Imperial College London, ETH Zürich y ParisTech  fue la primera universidad alemana en comenzar un Undergraduate Research Opportunities Program en el año 2008.
En comparación con otras universidades alemanas, la RWTH Aquisgrán ha recibido la mayor cantidad de fondos otorgados por parte de terceros donantes en los últimos años.
Casi 5 200 estudiantes extranjeros están actualmente matriculados en el pregrado, postgrado o programa de doctorado. En comparación con otras universidades alemanas, la proporción de estudiantes extrnjeros en la RWTH de Aquisgrán es más alta que el promedio. La proximidad de Aquisgrán a los Países Bajos, Bélgica y Luxemburgo, junto con la posterior exposición a una variedad de patrimonio cultural ha puesto a la Universidad de Aquisgrán en una posición única en lo que respecta a la reflexión y promoción de los aspectos internacionales y la intensa interacción con otras universidades.

## Organización
RWTH Aquisgrán está dirigido por el estado federal de 
Renania del Norte-Westfalia. Desde el semestre de verano de 2004, el estado de Renania del Norte-Westfalia permite a las universidades solicitar un máximo de 500 € por semestre por alumno como derechos de matrícula. Desde el semestre de verano de 2007, todos los alumnos matriculados en la RWTH de Aquisgrán tiene que pagar los 500 €, si no están exentos de uno de los motivos esgrimidos por el Estado de Renania del Norte-Westfalia. En el pasado, los derechos de matrícula se aplicaban únicamente a estudiantes a largo plazo y los estudios de posgrado. Casi todas las clases de nivel básico se llevan a cabo en alemán, pero un número creciente de programas de posgrado se ofrecen en inglés.

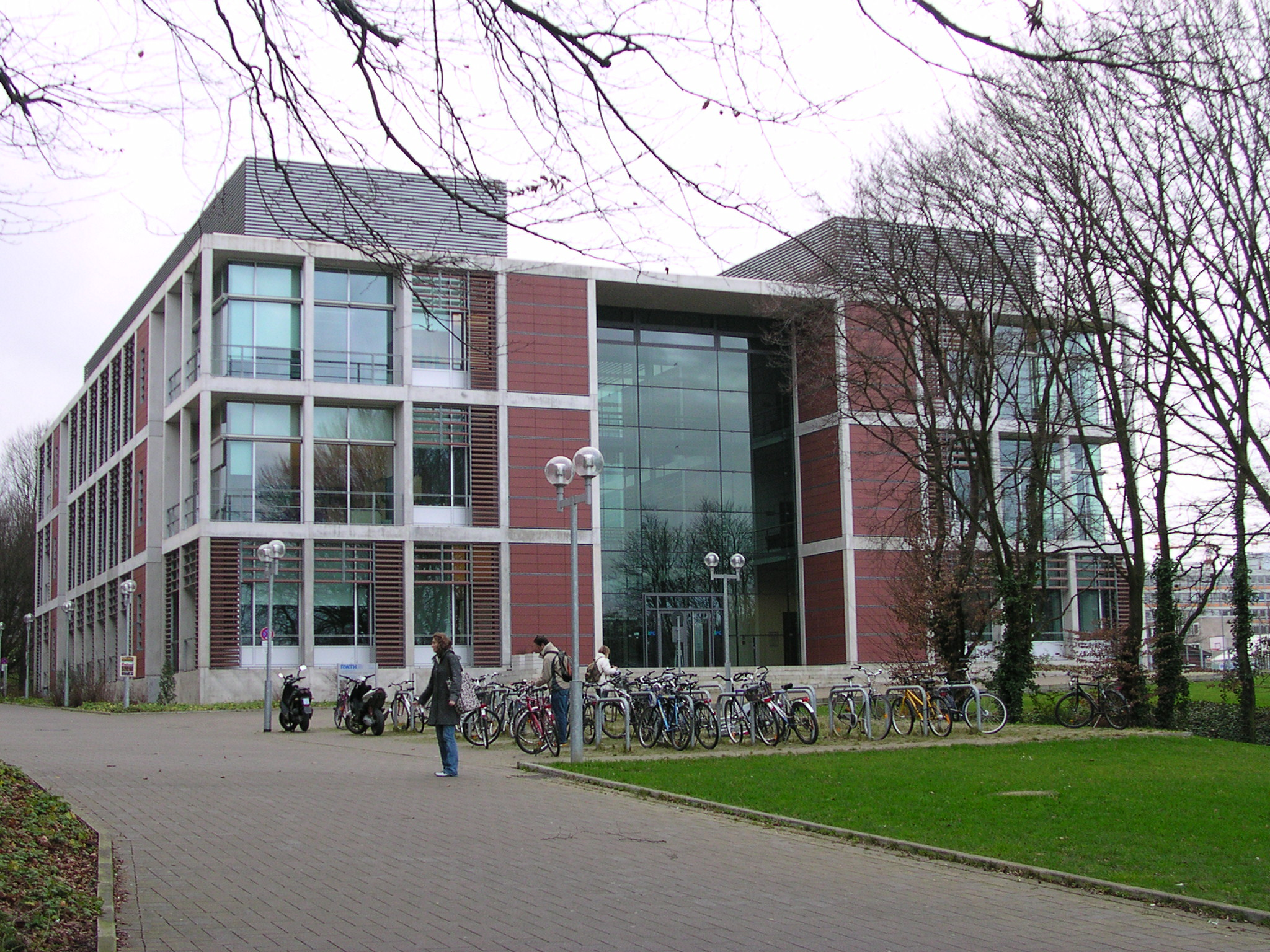
Instituto de Química Física

La RWTH está dividida en nueve (anteriormente diez) facultades:
| Facultad 1:  | matemáticas, ciencias de la computación, y ciencias naturales |
| Facultad 2:  | arquitectura                                                  |
| Facultad 3:  | ingeniería civil                                              |
| Facultad 4:  | ingeniería mecánica                                           |
| Facultad 5:  | recursos geológicos y ciencias de materiales                  |
| Facultad 6:  | ingeniería eléctrica y tecnología de la información           |
| Facultad 7:  | filosofía (en realidad humanidades)                           |
| Facultad 8:  | ciencia económica                                             |
| Facultad 10: | medicinas (incluyendo la Uniklinik Aachen)                    |

La Facultad nueve era de ciencias pedagógicas, pero fue cerrada en 1989. Sin embargo, la formación del profesorado continuó.

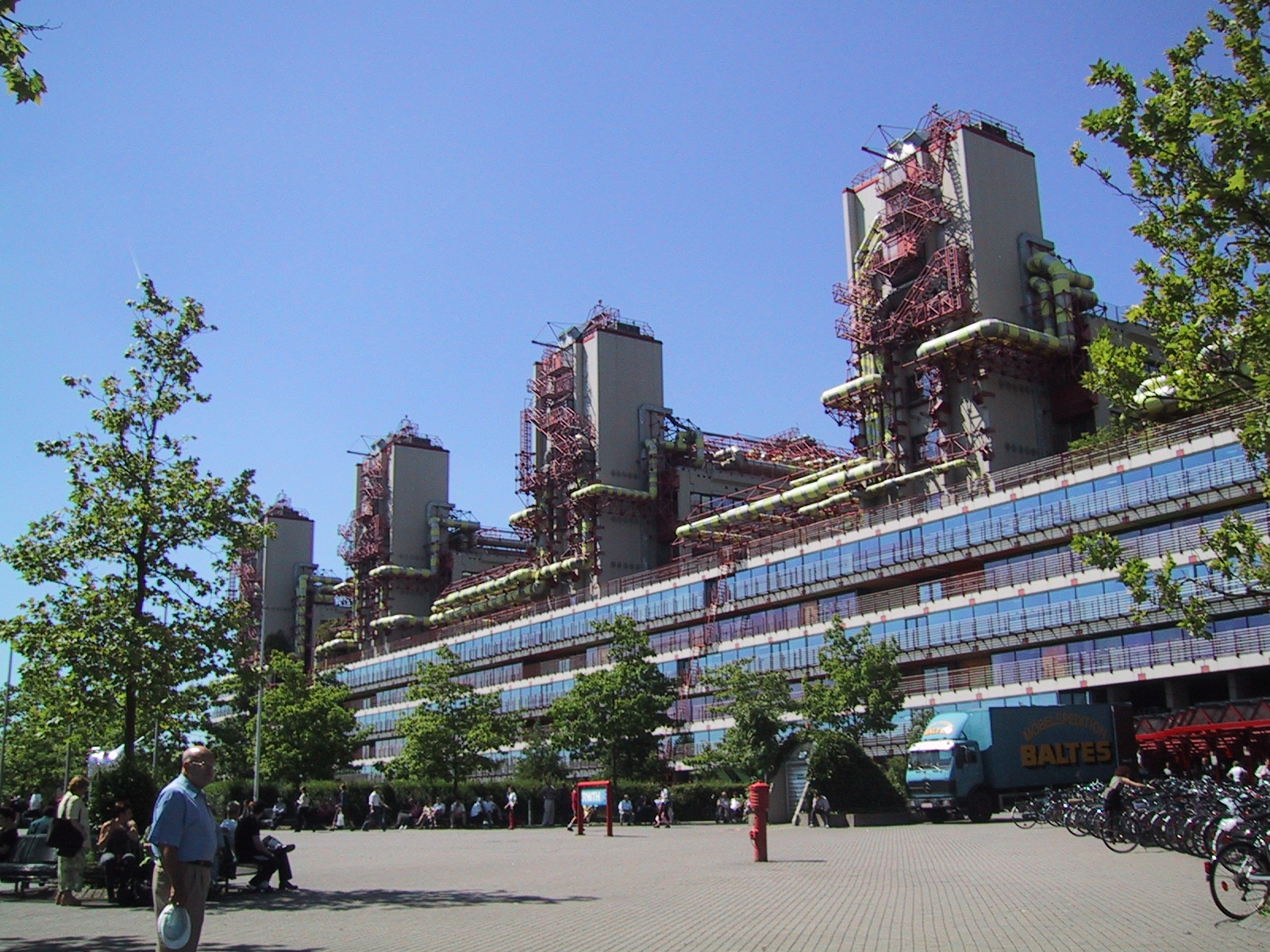
Uniklinik Aachen (Hospital Universitario)

### Fraunhofer-Institut
La Universidad colabora con los Fraunhofer-Institut situados en el distrito de Melaten Aquisgrán. Los institutos ofrecen talleres, cursos y conferencias para los estudiantes de la RWTH de Aquisgrán.

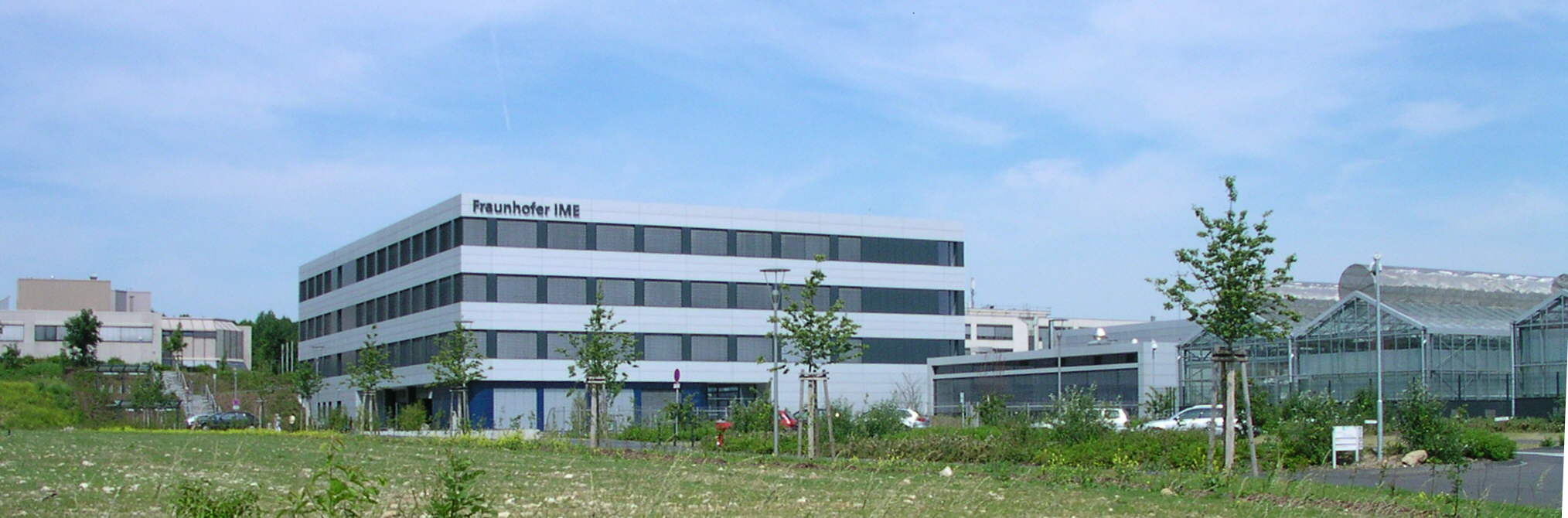
Fraunhofer-Institute para la biología molecular y la ecología aplicada

- Applied Information Technology (FIT) Sankt Augustin and Aachen
- Fraunhofer-Institute for Laser Technology ILT
- Fraunhofer-Institute for Production Technology IPT
- Fraunhofer-Institute for Molecular Biology and Applied Ecology

### Jülich-Aachen Research Alliance (JARA)
La Jülich-Aachen Research Alliance (JARA)  fue fundada por RWTH Aquisgrán y el Centro de investigación de Jülich en 2007. Cuatro secciones se coordinan en las instalaciones de investigación:
- JARA-Brain (Diagnóstico y tratamiento de enfermedades neurológicas)
- JARA-Fit (Fundamentos de la tecnología de la información futura)
- JARA-Sim (Ciencias de la simulación)
- JARA-Energy (Investigación energética)[25]

## Asociaciones
- RWTH Aquisgrán - North American Alumni Association Prof. Dr. Burkhard Rauhut, expresidente de la RWTH, y el Prof. Dr. Laszlo Baksay, presidente de la recién fundada "Asociación de Antiguos Alumnos, amigos y simpatizantes de la RWTH Aachen University en Norte-América" firmaron la declaración fundacional para una nueva rama de la RWTH Alumni Community en Melbourne (Florida) en mayo de 2006. Desde entonces, la asociación ha demostrado ser una valiosa fuente de empleo y becas de colaboración con servicios a la universidad así como un confiable organizador de reuniones entretenidas e informativas de antiguos alumnos en los EE. UU., Canadá y México.[26]
- AStA (Students' Union)
- AISA (Assoc. of Indian Students in Aachen)[27]
- GATS (Association of Thai Students in Aachen)[28]
- Pakistan Student Association.[29]
- SEACAVA - Verein valencianischer Studenten in Deutschland (Asociación de Estudiantes Valencianos en Alemania)
- Aachensuyo - Verein peruanischer Studierende in Aachen (Asociación de Estudiantes Peruanos)
- MexAS - Mexikanische Aachener Studierende ( Asociación de Estudiantes Mexicanos en Aachen)[30]

- EUROAVIA Aachen (Asociación Europea de estudiantes de ingeniería aeroespacial)

## Futuro
La Universidad de Aquisgrán planea una ampliación y reestructuración de su campus para el futuro próximo. Las áreas del nuevo campus se dispone de espacio para grupos de instituciones de investigación y socios de la industria para ofrecer una mejor integración de la investigación y la tecnología. Alrededor de 10 000 nuevos puestos de trabajo son la prospección que se creará. Los planes era de que las actividades de construcción se iniciaran en 2009. La inversión total se estima en alrededor de 3 miles de millones €.[cita requerida]

## Notables profesores y alumnos
La Universidad de Aquisgrán, ha educado a varias personas notables, entre ellos algunos premios Nobel en física y en química.
Los científicos y alumnos de la RWTH de Aquisgrán han desempeñado un papel importante en la Química, medicina, electricidad, e ingeniería mecánica. Por ejemplo, el premio Nobel Peter Debye recibió un grado en ingeniería eléctrica de RWTH Aachen y es conocido por el modelo de Debye y la  relajación de Debye. Otro ejemplo, son Helmut Zahn y su equipo del Instituto para la Química Textil los cuales fueron los primeros en sintetizar insulina en 1963 y fueron nominados para el premio Nobel. En el campo de la ingeniería mecánica destacan varias personas de la industria automovilística, entre ellos Werner Tietz, del grupo Volkswagen, que tras el desarrollo de diversos modelos en Audi, Porsche y Bentley, es vicepresidente de I+D de SEAT.

## Trivialidades
- El rector de la Universidad Técnica de Aquisgrán junto con el alcalde y el preboste de catedrales de Aquisgrán, es uno de los tres miembros automáticos de la junta de directores de la Premio Internacional Carlomagno de Aquisgrán, que concede anualmente el galardón a contribuciones excepcionales de la Unión Europea, siendo uno los premios europeos más prestigiosos.[32]